# Cabildo Insular de La Palma
El Cabildo Insular de La Palma es el órgano de gobierno de dicha isla. Como todos los cabildos de Canarias (España), fue formado a partir de la Ley de Cabildos de 1912, y es la forma gubernativa y administrativa, propia de las islas, que cumple dos funciones principales: por una parte, presta servicios y ejerce competencias propias de la Comunidad Autónoma; por otra, es la entidad local que gobierna la isla. Su presidente es Sergio Javier Rodríguez Fernández.
Los Cabildos aguardaron para constituirse a que estuvieran elegidos los delegados del Gobierno en cada una de las islas. Una vez elegidos, el 16 de marzo de 1913 quedaron constituidas todas las Corporaciones, con excepción de la de El Hierro, que quedó pendiente hasta ser creado el municipio de Frontera.
Entre sus competencias están la gestión y mantenimiento de la red insular de carreteras, medio ambiente, bomberos, recogida y reciclaje de basuras, aguas, patrimonio histórico, transporte público, actividades culturales, ordenación territorial, turismo, artesanía e industria, así como la gestión de las escuelas de música, el Hospital Insular de Nuestra Señora de los Dolores, la Biblioteca Insular José Pérez Vidal, el Museo Insular y el Museo Arqueológico Insular.

## El edificio del Cabildo
El edificio, de arquitectura brutalista, es del siglo XX.

## Escudo y bandera
La bandera de La Palma fue adoptada originariamente en 1845, a modo de distintivo o bandera de matrícula de la que en aquel entonces se denominaba «provincia marítima de Canarias», con base en el puerto de Santa Cruz de La Palma. En la actualidad, esta enseña representa a toda la isla de La Palma. Fue aprobada a instancia del Cabildo Insular por orden del Gobierno de Canarias el 9 de mayo de 1989, y publicada el 22 de mayo de 1989 en el Boletín Oficial de Canarias.
El escudo heráldico de La Palma fue otorgado mediante diploma real el 23 de marzo de 1510, concedido por el rey don Fernando V, «el Católico». Fue expedido en Madrid a nombre de su hija doña Juana I, reina de Castilla. El escudo se describe en campo de oro, con San Miguel Arcángel —la isla fue conquistada el día de San Miguel— armado, superando a una montaña de su color natural de la que brotan llamas y que representa al pico del Teide. Bajo esta montaña, la isla de sinople, sobre ondas azul y plata. A la derecha se observa un castillo de gules, y a la izquierda, un león rampante de gules. El escudo que usa el Cabildo Insular se diferencia del que usa el Ayuntamiento de Tazacorte en el lema que aparece en la bordura y en el añadido de unas ramas de palma.

## Lista de presidentes del Cabildo Insular de La Palma

### A partir de la etapa democrática, desde 1979
| N.º | Nombre                             | Inicio | Fin                     | Partido |
| --- | ---------------------------------- | ------ | ----------------------- | ------- |
| 1   | Gregorio Guadalupe Rodríguez       | 1979   | 1983                    | UCD     |
| 2   | José Ernesto Luis González Alfonso | 1983   | 1991                    | PP      |
| 3   | Gregorio Guadalupe Rodríguez       | 1991   | 1993                    | CC      |
| 4   | Felipe Hernández Rodríguez         | 1993   | 1996                    | PSOE    |
| 5   | José Luis Perestelo Rodríguez      | 1996   | 2009                    | CC      |
| 6   | Guadalupe González Taño            | 2009   | 2013                    | CC      |
| 7   | Anselmo Pestana                    | 2013   | 2015                    | PSOE    |
| 8   | Anselmo Pestana                    | 2015   | 2019                    | PSOE    |
| 9   | Mariano Hernández Zapata           | 2019   | 2023                    | PP      |
| 10  | Sergio Javier Rodríguez Fernández  | 2023   | Actualmente en el cargo | CC      |